# Langues môniques
Les langues môniques sont un rameau de la branche môn-khmer des langues austroasiatiques. Elles sont parlées en Birmanie et en Thaïlande. On les nomme ainsi par référence au môn, la principale des deux langues de ce rameau, qui sont :
- Môn (Birmanie, Thaïlande)
- Nyahkur (Thaïlande)